# Büdös őzlábgomba
A büdös őzlábgomba (Lepiota cristata) az osztatlan bazídiumú gombák csiperkefélék családjához tartozó gombafaj.

## Megjelenése
Kis termetű gomba, amely erdőkben, a talajon terem rendszerint többedmagával nyáron és ősszel.
Kalapja kezdetben domború, harang alakú, de idővel kiterül. Fehér alapon pikkelyezett, közepe vöröses-barnás. Lemezei sűrűn állnak, fehérek, vagy krémszínűek, a tönköt nem érintik. Tönkje fehéres vagy szürkés, gallérja van, de ez könnyen lesodródik, ezért hiányozhat. Szaga kellemetlen.

## Összetéveszthetősége
Leggyakrabban a Nagy őzlábgombával és közeli rokonával a szintén ehető piruló őzlábgombával szokták összetéveszteni. Ezek azonban sokkal nagyobbra nőnek, kalapjuk pedig szürke alapon pikkelyezett. A büdös őzlábgomba ritkán nő 11 cm-nél magasabbra.
Ezen a két gombafajon kívül még összetéveszthető a szintén súlyosan mérgező vörhenyes őzlábgombával is.
Nem ehető gombafaj.